# واوکس ویلین
واوکس ویلین (به فرانسوی: Vaux-Villaine) یک کمون در فرانسه است که در Canton of Rumigny واقع شده‌است.

## خصوصیات
واوکس ویلین ۹٫۹۶ کیلومترمربع مساحت و ۱۸۲ نفر جمعیت دارد و ۱۹۸ متر بالاتر از سطح دریا واقع شده‌است.